# Paraceto orientalis
Paraceto orientalis is een spinnensoort uit de familie van de Trachelidae.
De wetenschappelijke naam van de soort werd in 1936 als Ceto orientalis gepubliceerd door Ehrenfried Schenkel-Haas.